# Kaspische Robbe
Die Kaspische Robbe (Pusa caspica, Syn.: Phoca caspica) ist eine endemische Robbe des Kaspischen Meeres.  Die Meeressäuger, deren Bestände im Verlauf der vergangenen 100 Jahre um etwa 90 Prozent eingebrochen sind, sind vom Aussterben bedroht und stehen seit 2008 als „stark gefährdet“ auf der Roten Liste gefährdeter Arten des IUCN. 

## Merkmale
Kaspische Robbenmännchen werden bis zu 1,5 Meter lang, während Weibchen eine Länge von bis zu 1,4 Metern erreichen. Das Durchschnittsgewicht der dunkelgrau oder gelblich grauen erwachsenen Tiere liegt bei 86 kg. Männchen tragen ein dunkles Fleckenmuster, während Weibchen hellere und schlechter sichtbare Flecken auf dem Rücken tragen.

## Lebensweise

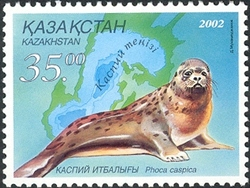
Die Kaspische Robbe und ihr Vorkommen, kasachische Briefmarke (2002)

Innerhalb des Kaspischen Meeres unternehmen die Robben jahreszeitliche Wanderungen. So halten sie sich im Winter im nordöstlichen Teil auf, wo das Wasser flacher ist. Im Sommer sammeln sie sich in den südlichen Teilen. Hiermit folgen sie offenbar auch ihrer Beute, die aus kleinen Fischen und Krebstieren besteht.
Nach elf Monaten Tragzeit kommen die Jungen zwischen Mitte Januar und Ende Februar zur Welt. Sie werden auf dem Eis geboren und wiegen etwa 5 kg. Etwa drei bis fünf Wochen werden die Jungen von ihrer Mutter gesäugt, bevor sie auf sich selbst gestellt sind. Zur bevorzugten Nahrung der Robben zählen kleine Schwarmfische wie z. B. Kilka bzw. Sprotten.
Neben Fischen stehen auch Garnelen und Krustentiere auf dem Speiseplan. Ausgewachsene Robben tauchen bei der Jagd bis in Tiefen von etwa 50 Metern und nehmen täglich etwa 2 bis 3 kg Nahrung zu sich.
Zu den natürlichen Feinden der Jungrobben zählt insbesondere der Wolf. Der Klimawandel und die abnehmende Verfügbarkeit von Eisschollen zwingen die Robbenmütter, ihre Jungen in Küstennähe (oder sogar an Land) zur Welt zu bringen. Der Pelz der Jungtiere ist noch nicht wasserabweisend. Daher können sie ihren Müttern nicht bei der Nahrungssuche ins Wasser folgen und laufen Gefahr, von Wölfen erlegt zu werden. Durch den Klimawandel ist nicht nur die Eismenge zurückgegangen. Zwischen den Jahren 1996 und 2015 ist der Wasserspiegel des Kaspischen Meeres durchschnittlich um sieben Zentimeter pro Jahr zurückgegangen, wodurch auch der Lebensraum der Kaspischen Robbe immer weiter geschrumpft ist.

## Parasiten
Die Kaspische Robbe ist einer der Wirte für die Seehundlaus Echinophthirius horridus.

## Bestand und Schutz

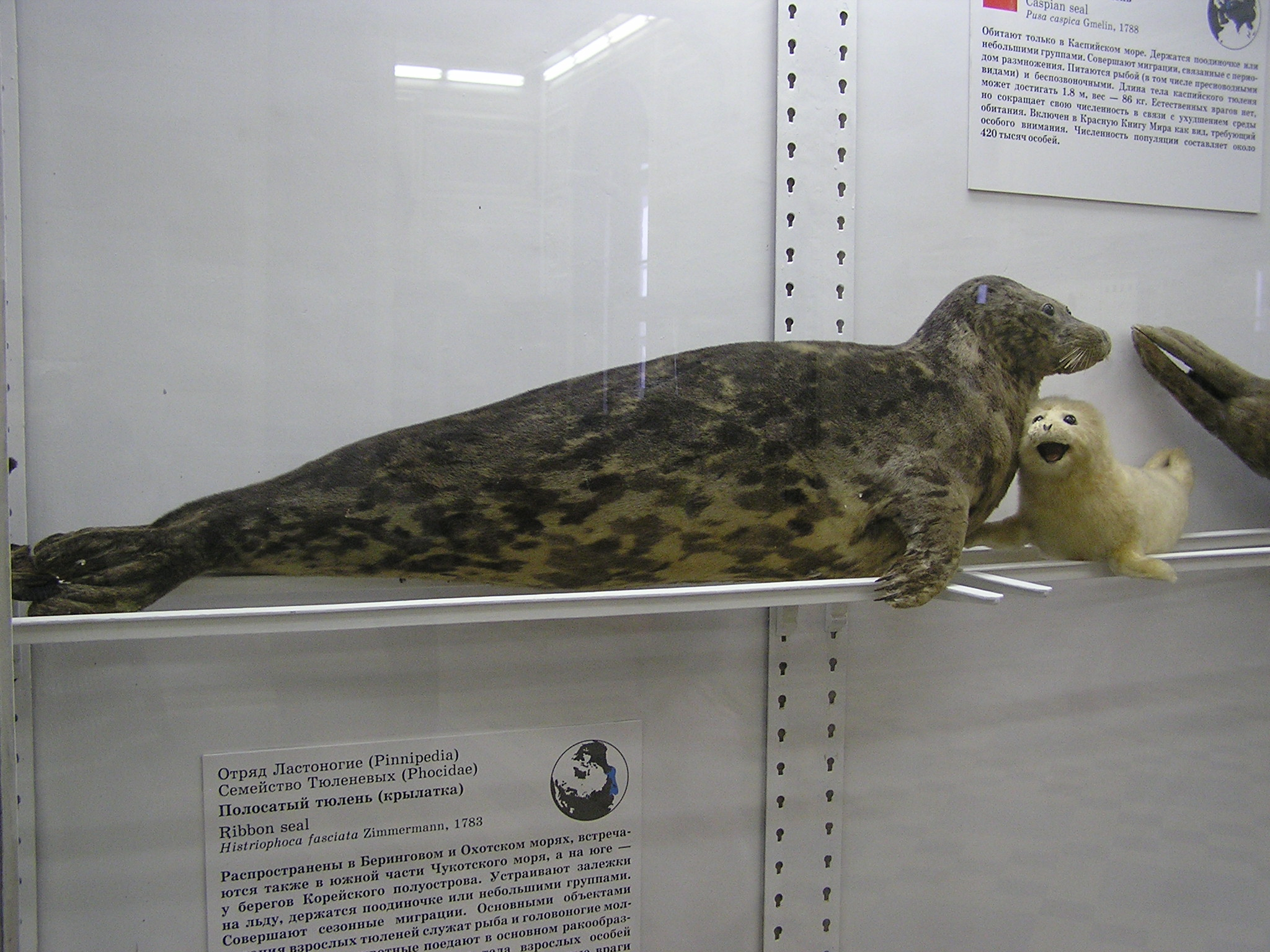
Präparierte Kaspische Robbe mit Jungtier in einem Museum

Eine erste Erwähnung der Bejagung der Kaspischen Robbe findet sich bei dem Griechischen Geschichtsschreiber und „Ethnographen“ Herodot von Halikarnassos (5. Jhd. v. Chr.), welcher von Erzählungen zu berichten weiß, denen zufolge an den vierzig Mündungen des Araxes, welche sich das Kaspische Meer ergössen, „Menschen lebten, die rohe Fische äßen, und die Felle von Robben (φώκαι; wörtl. „Meerkälbern“) als Kleidung zu verwenden pflegten“.
Nachdem noch in den 1930ern jährlich 160.000 Kaspische Robben getötet wurden, führte die Sowjetunion Jagdbeschränkungen ein, um die Art vor dem Aussterben zu bewahren. In den Folgejahren wurden nicht nur jährlich die Tötung von etwa 25.000 Robben wegen ihres Fells genehmigt, seit dem Zerfall der Sowjetunion nahmen darüber hinaus die Probleme durch Wilderer zu. Die Gifteinleitungen in das Kaspische Meer sowie eine damit einhergehende Schwächung des Immunsystems der Robben tragen ebenfalls zu stetigem Bestandsrückgang bei.
Schätzungen über die Gesamtpopulation gehen weit auseinander. Ursprünglich gab es über eine Million Kaspische Robben. In den 1980ern wurde der Bestand noch auf knapp 400.000 geschätzt.
Als die Kaspische Robbe 2008 in die Rote Liste der bedrohten Arten der Weltnaturschutzunion IUCN aufgenommen wurde, lebten nur noch etwa 68.000 von ursprünglich über einer Million Tiere auf der gesamten Fläche des Kaspischen Meeres. Zu den Hauptursachen für diesen dramatischen Rückgang zählen Habitatsverlust durch Öl- und Gasförderung, Wasserverschmutzung, Wilderei, Geisternetze, Tod als Beifang und Rückgang des Nahrungsangebotes durch Überfischung. Eine Zählung des NABU, an der sich der in Russland prominente ehemalige Kosmonaut Waleri Iwanowitsch Tokarew beteiligte, kam im Jahr 2021 auf nur noch 500 Tiere.
Beim IUCN wurde ein Expertengremium gebildet, um geeignete Schutzmaßnahmen für die bedrohten Meeressäuger auf den Weg zu bringen. Bis 2021 gab es kein Schutzgebiet, in dem wirtschaftliche Aktivitäten wie das Bohren nach Öl und Gas zum Schutz der Robben verboten waren.
Mittlerweile wurden Gebiete als Important Marine Mammal Areas (Wichtige Meersäuger-Areale) definiert, durch deren Schutz das Überleben der Kaspischen Robbe sichergestellt werden soll.
Obwohl das öffentliche und mediale Interesse groß ist, war 2021 noch nicht absehbar, ob die schnelle Schaffung eines entsprechenden Schutzgebietes die Kaspische Robbe vor dem Aussterben bewahren kann, oder ob die Umsetzung zu lange dauert.

## Evolution, Systematik, Taxonomie
Der Status der Gattung Pusa wird nach wie vor kontrovers gesehen, entweder als eigenständige Gattung oder nur als Untergattung von Phoca. Dementsprechend wird die Art auch von zahlreichen modernen Autoren Phoca caspica genannt.
Nicht abschließend geklärt ist, auf welchem Weg die Kaspische Robbe das Kaspische Meer kolonisiert hat. Dieses ist wie das Schwarze Meer und der Aralsee ein Rest der Paratethys, eines Binnenmeeres, das sich während des Oligozäns und des Großteils des Neogens von Westeuropa bis nach Zentralasien erstreckte. Gegen Ende des Miozäns bildete sich eine Grenze zum Schwarzen Meer heraus, seit Beginn des Pliozäns kam es zu einer Serie von starken Wasserstandsschwankungen; in Zeiten hohen Wasserstandes kam es zu Wiedervereinigungen mit dem Schwarzen Meer. Zum bisher letzten Mal geschah dies zu Ende der Eiszeiten, als die Manytschniederung geflutet wurde. 
Auch der heute ähnlich isolierte Baikalsee ist Heimat einer nahe verwandten endemischen Robbenart, der Baikalrobbe. Nach der ersten Hypothese sind diese Robben des Binnenlands Reliktarten der Paratethys. Die andere Hypothese nimmt eine wesentlich spätere Neukolonisierung während des mittleren Pleistozäns an.
Molekulare Stammbäume (anhand des Vergleichs homologer DNA-Sequenzen) der Kaspischen Robbe, Baikalrobbe und verwandter Arten der Phocidae wie Ringelrobbe (Pusa hispida) und Kegelrobbe (Halichoerus grypus) erbrachten lange keine eindeutigen Resultate. Nach ersten Resultaten erschien sogar die Monophylie der Gattung Pusa eher zweifelhaft. Nach neueren Erkenntnissen sind diese Resultate vermutlich auf die enge Verwandtschaft und die noch unvollkommene genetische Aufspaltung („lineage sorting“) der Arten zurückzuführen, wie sich zeigte, nachdem mehrere Individuen jeder Art in die Analyse einbezogen wurden. Die wahrscheinlichste Hypothese ist demnach eine Abkunft der Arten des Binnenlands von der arktischen Ringelrobbe erst während der Eiszeit. Das Alter der Art wäre demnach nur etwa 400.000 Jahre. Die fossil nachgewiesenen Robbenarten der Paratethys wie Desmatophoca claytoni wären demnach ausgestorben, ohne Nachfahren zu hinterlassen.